# غوتفريد ويلهلم فينك
غوتفريد ويلهلم فينك (بالألمانية: Gottfried Wilhelm Fink)‏ هو ملحن ألماني، ولد في 7 مارس 1783 في Sulza ‏ في ألمانيا، وتوفي في 27 أغسطس 1846 في لايبزيغ في ألمانيا.

## وصلات خارجية
- غوتفريد ويلهلم فينك على موقع ميوزك برينز (الإنجليزية)